# Wonder Wart-Hog
Wonder Wart-Hog est un personnage de comics underground créé par Gilbert Shelton en 1962.

## Biographie
Wonder Wart-Hog, un cochon humanoïde, est le fils des dirigeants de la planète Squootpeep, envoyé sur Terre dans une fusée après que les scientifiques de Squootpeep eurent annoncé que la planète allait bientôt exploser (ce qui ne se produit pas finalement). Il est élevé par des hillbillies, non par affection mais parce que son invulnérabilité empêche qu'il soit tué et cuisiné.
Son identité sectète est celle du journaliste Philbert DeSanex. Pour se déguiser il porte un masque en caoutchouc.

## Historique de publication

### Débuts

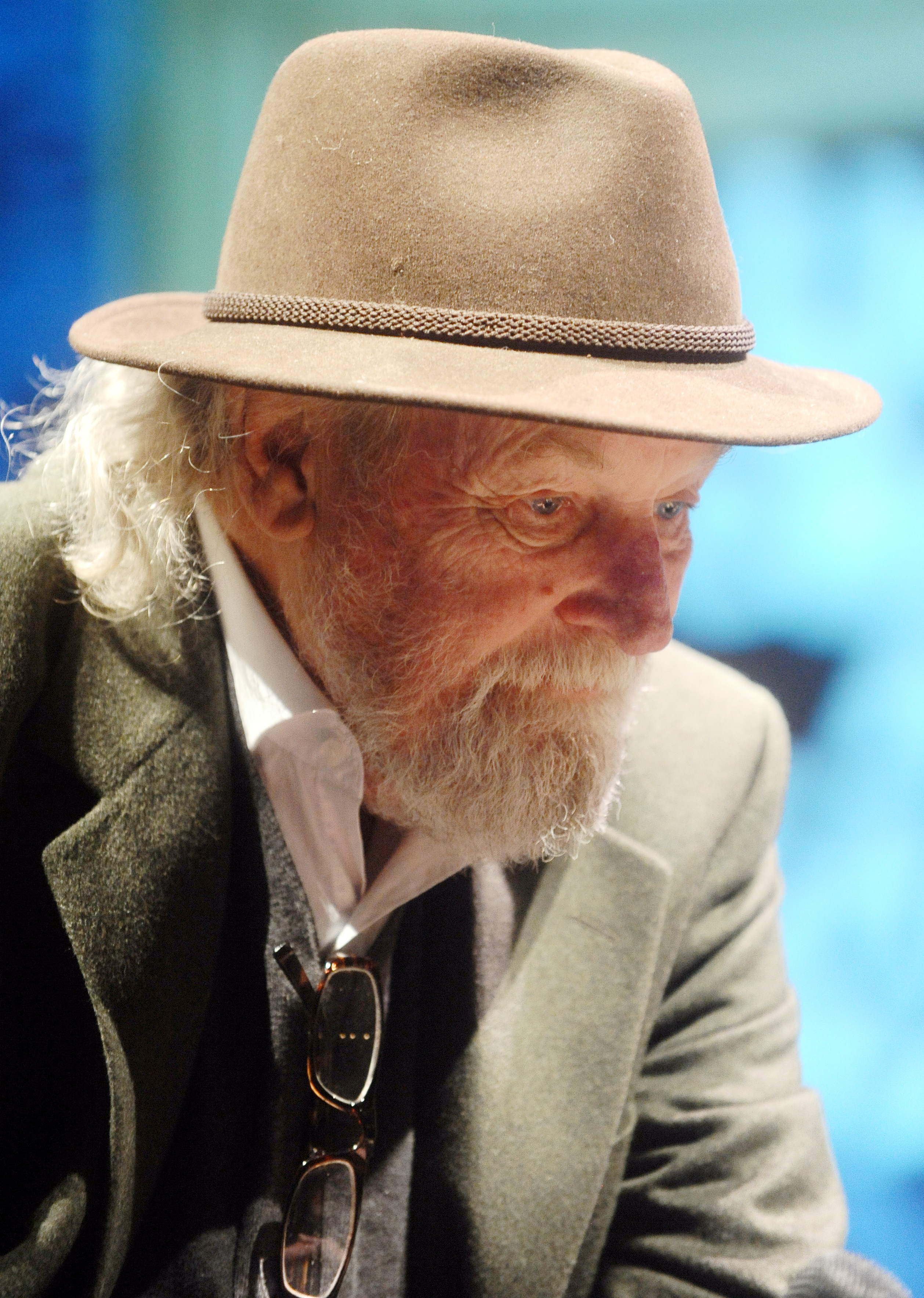
Gilbert Shelton, créateur de Wonder Wart-Hog

Gilbert Shelton a l'idée de Wonder Wart-Hog en 1961, alors qu'il vit à New York. L'année d'après, Shelton déménage au Texas pour suivre des études. Les deux premieres histoires de Wonder Wart-Hog sont publiées dans Bacchanal, un magazine d'humour produit par d'anciens membres du  journal universitaire The Texas Ranger, en 1962. Shelton devient ensuite éditeur du The Texas Ranger (dans lequel son premier travail a été publié en 1959) et publie plusieurs histoires de Wonder Wart-Hog. Le personnage attire l'attention du magazine Mademoiselle, qui publie un article à son sujet dans le numéro d'août 1962 . Harvey Kurtzman dans son magazine Help! publie aussi quelques aventures de Wonder Wart-Hog en 1964–1965.

### Drag Cartoons
Dès le début des années 1960 une histoire de Wonder Wart-Hog est publié dans le magazine DRAG Cartoons de Pete Millar. À partir du numéro 25 et jusqu'au 49, Wonder Wart-Hog apparaît dans ce magazine (1966–1968). La plupart de ces histoires sont réimprimées en 1968 dans le trimestriel Wonder Wart-Hog Magazine édité par Pete Millar.. 140,000 exemplaires de chaque numéro sont imprimés mais les distributeurs boudent le titre qui se vend à seulement 40,000exemplaires.

### Autres éditeurs
Wonder Wart-Hog se retrouve dans de nombreux journaux underground ou universitaires du milieu des années 1960 à 1977.
En 1968, Gilbert auto-édite Feds 'N' Heads qui accueille le personnage ainsi que l'autre création importante de Shelton Les Fabuleux Freak Brothers. Feds 'N' Heads est par la suite réimprimé plusieurs fois par l'éditeur Print Mint.
À partir de la fin de 1968, Wonder Wart-Hog commence à être publié dans Zap Comix; il se retrouve dans les numéros 3 à 5, 13 et 15 (ce dernier publié par Last Gasp en 2005 est la dernière apparition du personnage).

### Rip Off Press
En 1969, Shelton vit à San Francisco et cofonde Rip Off Press avec trois amis du Texas : Jack Jackson, Fred Todd et Dave Moriaty. Rip Off Press publie dès lors l'essentiel des aventures de Wonder Wart-Hog qui apparaît dans Rip Off Comix 1 à 12 (1977–1983) (avec pour seule exception le numéro 7) et dans plusieurs numéros de Rip Off.
La plupart des histoires publiées dans Rip Off Comix sont compilées dans trois comic books au milieu des années 1970 intitulés (Not Only) The Best of Wonder Wart-Hog.